# ستيفن روبرت أندرسون
ستيفن روبرت أندرسون (بالإنجليزية: Stephen Robert Anderson) (من مواليد 1943) هو عالم لغويات أميركي وأستاذ في جامعة ييل وشغل منصب جمعية اللسانيات الأمريكية عام 2007.
حصل ستيفن على شهادة البكالوريوس في اللغويات من معهد إلينوي للتكنولوجيا في عام 1966 ودرجة الدكتوراه في علم اللغة من معهد ماساتشوستس للتكنولوجيا في عام 1969. ودرّس في جامعة هارفارد من عام 1969 حتى عام 1975. كما التحق بجامعة كاليفورنيا في لوس أنجلوس في عام 1975. وفي عام 1988، أصبح أستاذًا للعلوم المعرفية في جامعة جونز هوبكنز. ومنذ عام 1994، عمل في جامعة ييل. انتُخب أندرسون زميلًا للجمعية الأمريكية لتقدم العلوم في عام 1993، والأكاديمية الأمريكية للفنون والعلوم في عام 1999، وجمعبة اللسانيات الأمريكية في عام 2008. كما شغل منصب نائب رئيس اللجنة الدولية الدائمة للغويين. كتب كلير باورن ولورنس هورن ورافاييلا زانوتيني كتابًا تذكاريًا في عام 2017.

## روابط خارجية
- Stephen R. Anderson نسخة محفوظة 2 فبراير 2007 على موقع واي باك مشين.